# Pireneusi béke
A pireneusi békeszerződés (franciául: traité des Pyrénées, spanyolul: Paz de los Pirineos), amelyet 1659. november 7-én kötöttek meg Franciaország és Spanyolország képviselői, lezárta a 24 év óta, 1635 óta folyó spanyol–francia háborút. Ez a háború még a harmincéves háború (1618–1648) keretében robbant ki 1635-ben, és folytatódott a Fronde nemesi felkelés (1648–1653) teljes tartama alatt, és annak leverése után is.
A pireneusi békeszerződést a Fácánok szigetén, a francia–spanyol államhatáron kötötték meg, a Nyugati-Pireneusokban. Az uralkodókat személyes főmegbízottaik képviselték: Jules Mazarin bíboros, Franciaország főminisztere és Don Luis de Haro y Guzmán, Olivares hercege. A békeszerződésben Spanyolország számos területi engedményre kényszerült. Megtört a spanyol nagyhatalom évszázados európai dominanciája, amely az 1559-es cateau-cambrésis-i békeszerződés megkötése óta állt fenn. A szerződés titkos záradéka rendelkezett a fiatal francia király, XIV. Lajos és Mária Terézia spanyol infánsnő házasságának feltételeiről. Ez a házasság megalapozta a Bourbonok későbbi igényét a spanyol Habsburgok örökségére, és a következő évtizedekben XIV. Lajos több offenzív háborújához szolgált hivatkozási alapként.

## Előzmények
1648-ban a vesztfáliai békeszerződésekkel lezárult a harmincéves háború és a nyolcvanéves háborúnak nevezett németalföldi szabadságharc is. A Francia Királyság jelentősen megerősödve került ki ezekből a konfliktusokból. Történelmi ellenlábasa, a Habsburg-ház, amelynek osztrák ága Ausztriát és Közép-Európa egy részét uralta, spanyol ága Spanyolországban, és a Spanyol-Németalföldön is uralkodott, meggyengült, pozíciókat veszített.
1648 után is tovább folyt azonban a francia–spanyol háború, amely még 1635-ben, XIII. Lajos francia király uralkodása alatt kezdődött. A háború során Franciaország katalóniai területeket ragadott el Spanyolországtól (1640–1652), Spanyolország viszont támogatta a XIV. Lajos király ellen kirobbant Fronde nemesi felkelést (1650–1653). A spanyol erőket sorozatos vereségek érték, a Fronde-ot is leverték a XIV. Lajoshoz hű királyi csapatok. A Spanyol Birodalom ereje megrendült, a Francia Királyság felülkerekedett. Spanyolország helyzetét súlyosbította, hogy 1655-ben kitört az angol–spanyol háború is, ahol a köztársaság-párti angol erők a Francia Királyság szövetségében, a királypárti angol erők Spanyolország oldalán vonultak hadba.

## A  béketárgyalások

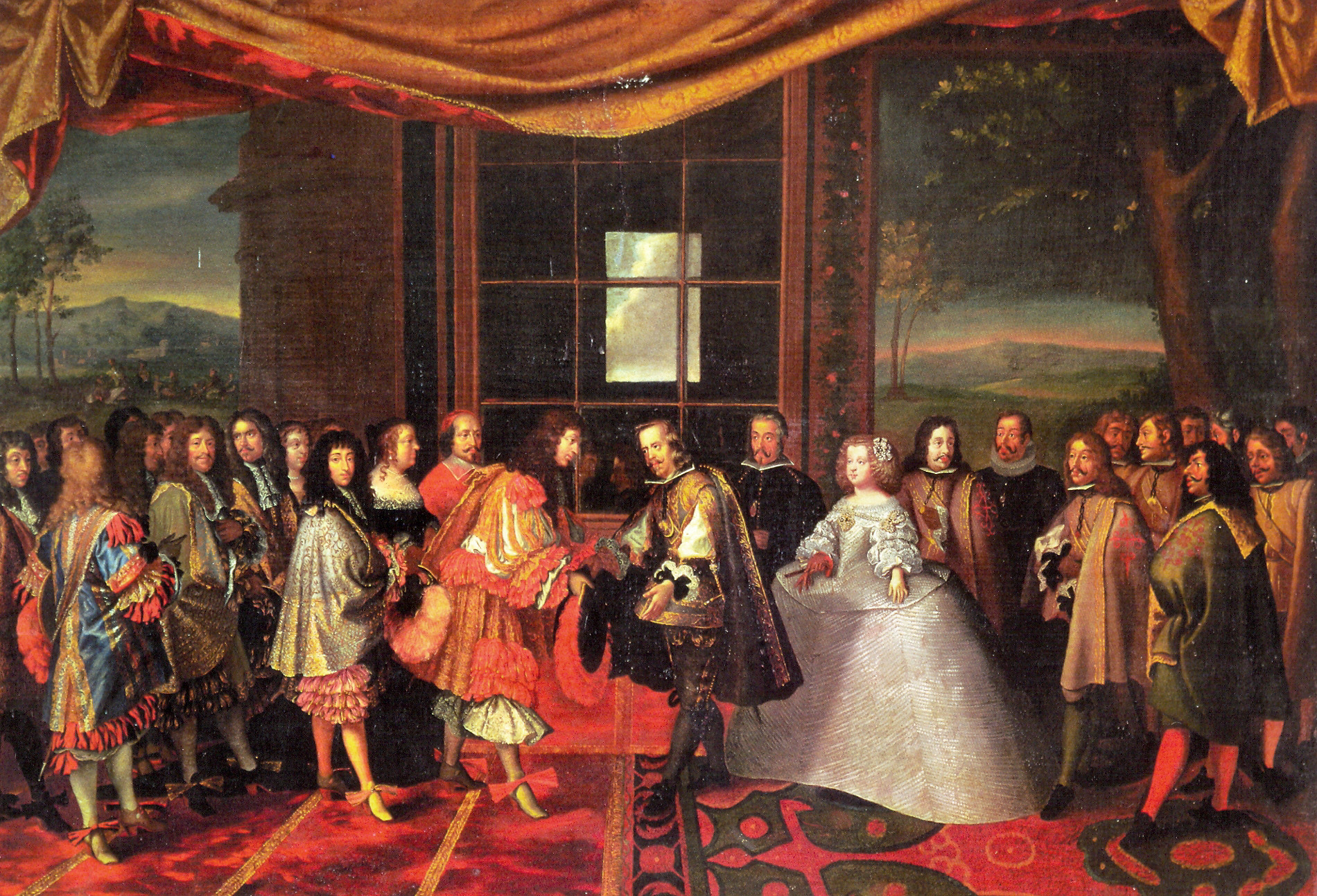
A pireneusi békeszerződés megkötése.
(Laumosnier festménye)

Az első tapogatózó béketárgyalások már 1656 júliusában megkezdődtek Madridban a háború befejezésének szándékával. Az ifjú XIV. Lajos francia királyt külügyminisztere, Hugues de Lionne, Fresnes márkija (1611–1671), a spanyol királyt Don Luis Méndez de Haro y Sotomayor tábornok (1598–1661), Carpio márkija, Olivares hercege  képviselte.
A madridi tárgyalások azonban hosszasan elhúzódtak. Franciaország messze tekintő főminisztere, Jules Mazarin bíboros  (1602–1661) azt követelte (többek között), hogy a békekötés fejében IV. Fülöp spanyol király legidősebb leányát, a 21 éves Mária Terézia infánsnőt adják feleségül az ugyancsak 21 éves XIV. Lajos királyhoz. Mivel IV. Fülöpnek több gyermeke korán elhalt, a legidősebb infánsnőnek jó esélye volt arra, hogy apja halála esetén ő váljék a spanyol trón várományosává, leendő (Bourbon-házi) férje és gyermekei pedig a spanyol trón jogos örököseivé. Ezt a Habsburg-házból való IV. Fülöp mindenképpen el akarta kerülni. A tárgyalások elakadtak.
1658. június 14-én a dunkerque-i csatában (más néven a „dűnék csatájában”) a Turenne marsall által vezetett francia haderő döntő vereséget mért a spanyolokra és szövetségeseikre, köztük a Fronde vezetőjének, Louis de Condé hercegnek hadseregére is. 1659. január 14-én a Portugália elleni ún. restaurációs háború során az elvasi csatában is súlyos vereséget szenvedtek a spanyol csapatok, éppen Don Luis de Haro y Guzmán tábornok vezetése alatt. A Spanyol Királyság magára maradt, visszakényszerült a tárgyalóasztalhoz. Franciaország a győztes nagyhatalom pozíciójából diktálhatta a békefeltételeket.
A tárgyalások helyszínét a Fácánok szigetére (franciául: Île des Faisans, spanyolul: Isla de los Faisanes) helyezték át. A sziget a francia–spanyol államhatárt képező Bidassoa folyó közepén helyezkedik el, a Nyugati-Pireneusokban (Pyrénées-Atlantiques), a spanyolországi Irun és a francia Hendaye városok között. A két hadviselő állam uralkodóit személyes főmegbízottaik képviselték: XIV. Lajos francia király nevében maga Jules Mazarin bíboros, főminiszter tárgyalt, IV. Fülöp spanyol királyt pedig továbbra is Don Luis de Haro y Guzmán képviselte.

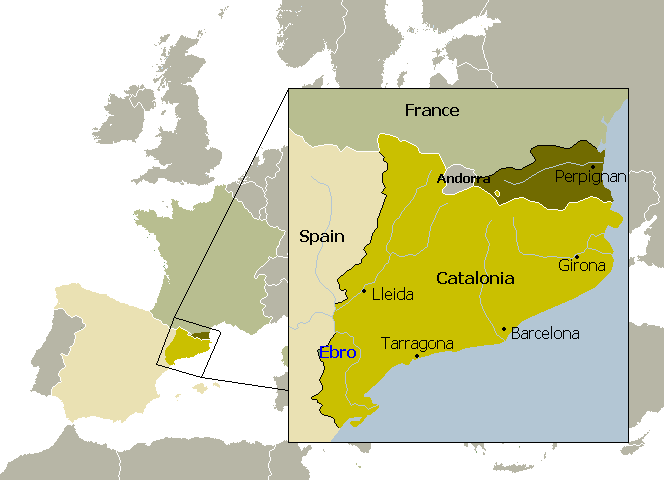
Katalónia felosztása a pireneusi békeszerződésben.

## A szerződés tartalma
A szerződés formailag egy egyszerű kiegyezés két uralkodó család, a Bourbonok és a Habsburgok között. Európai területek átengedéséről, cseréjéről rendelkezik, Condé hercegének adandó királyi kegyelemről intézkedik, és rögzíti a házassági megállapodást XIV. Lajos király és Mária Terézia spanyol infánsnő között.
- A szerződés 1...34. cikkelyei közigazgatási, kereskedelmi és hadviselési szabályozási kérdéseket tárgyalnak.
- A 35...41 cikkelyek rendelkeznek a Spanyol-Németalföldet érintő területi változásokról. Franciaország megkapja az Artois-i grófságot, Aire-sur-la-Lys és Saint-Omer kivételével. Flandria területéből Franciaországé lesz Bourbourg, Gravelines-t és Saint-Venant. Az Hainaut-i grófság területéből megkapja Avesnes-t, Landrecies-t és Le Quesnoy-t, végül a Luxemburgi Hercegség területéből Damvillers-t, Montmédy-t és Thionville-t.
- Ellenszolgáltatásként Spanyolország elérte, hogy Franciaország beszüntesse az 1640-es felkelés nyomán függetlenné vált Portugál Királyság támogatását. Franciaország visszavonta a Barcelonai Grófságra bejelentett igényét. Valójában az 1641-es katalóniai felkelés óta aktívan törekedett Katalónia bekebelezésére.
- A szerződés 42...60 cikkelyei a Pireneusokban húzódó spanyol–francia határvidék területi kérdéseit rendezik. Franciaország bekebelezte a Roussilloni Grófságot, Észak-Katalóniából Vallespir vidékét, a Conflent grófságot, Capcir vidékét. Megszerezte továbbá a Cerdaña-vidék (Cerdagne Grófság) 33 faluját, amelyeket később, 1660. november 12-én a llíviai szerződésben végleges listába szedve a Francia Királyság részének ismertek el. A nevezetes 42. cikkely kimondja, hogy „a Pireneusok hegyei, amelyek régen is elválasztották a gallokat a hispánoktól, ezután is képezzék e két királyság határvonalát.” A határ vonalát a hegyek között nem mindenütt tűzték ki egyértelműen. A szerződés csak annyit írt le, hogy „a hegyek gerincén, a vízgyűjtők szerint”.[3] A szerződés nem állított tilalmakat a két szomszéd ország parasztjai számára, akik továbbra is átjárhattak állataikat legeltetni a határ túlsó oldalára.
- A szerződés 61–78. cikkelyei Elzász és Lotaringia ügyében rendelkeznek. Lotaringia és Bar uralkodó hercege, Lotaringiai IV. Károly (1604–1675) visszakapta elfoglalt birtokainak egy részét. Bar Hercegségének (Le Barrois) visszaadását azonban csak úgy tudta elérni, hogy újabb tárgyalásokat kezdett Mazarin bíborossal, aki 1661. február 28-án, életének utolsó napjaiban megkötötte Károllyal a vincennes-i szerződést.
- A 79–88. cikkelyek Condé hercegének igényeit tárgyalják. A 89–105 cikkelyek Itáliával és egyéb kérdésekkel foglalkoznak. A szerződés 105–124 cikkelyei a záró rendelkezések.
- A szerződés titkos záradéka rögzítette XIV. Lajos francia király házasságának tervét Mária Terézia spanyol infánsnővel, IV. Fülöp spanyol király legidősebb leányával, Ausztriai Anna anyakirályné unokahúgával. A pireneusi békeszerződés idevágó rendelkezése szerint – a spanyol király követelésére – Mária Terézia infánsnő (mint a király elsőszülött és trónöröklésre jogosult leánya) a házasságkötéssel egy időben lemond a spanyol koronára való minden jogigényéről a maga és (a francia királytól) születendő gyermekei nevében is. A francia király spanyol trónigényének korlátozásába Mazarin csak úgy egyezett bele, ha ennek ellentételeként a spanyol király rendkívül magas összegű, 500 000 arany écu hozomány megadására kötelezi magát. A királyi esküvőre 1660-ban került sor.

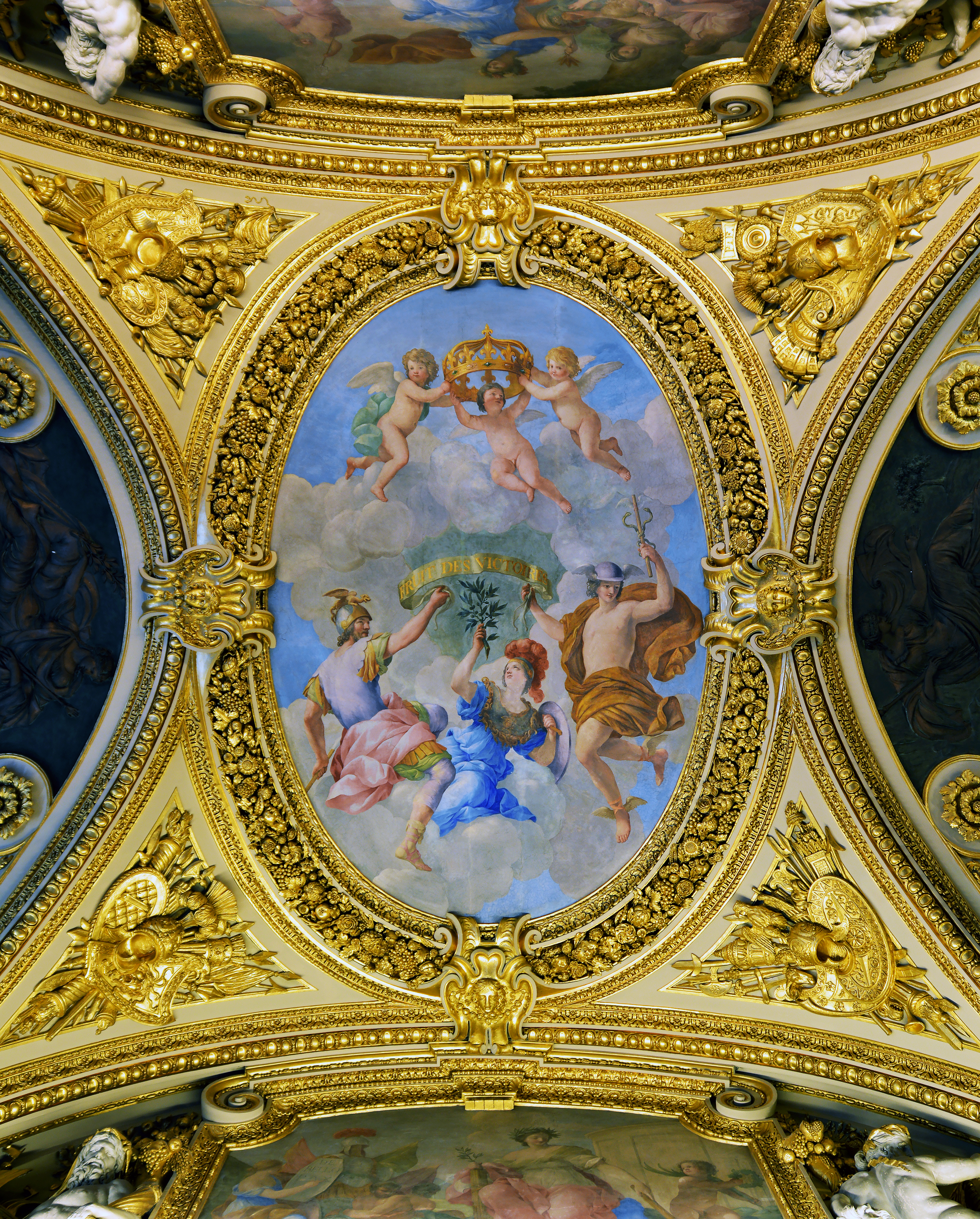
A pireneusi szerződés allegóriája, a „győzelmek gyümölcsei” (Giovanni Francesco Romanelli festett fali kárpitja, a Louvre-ban.

## Következmények

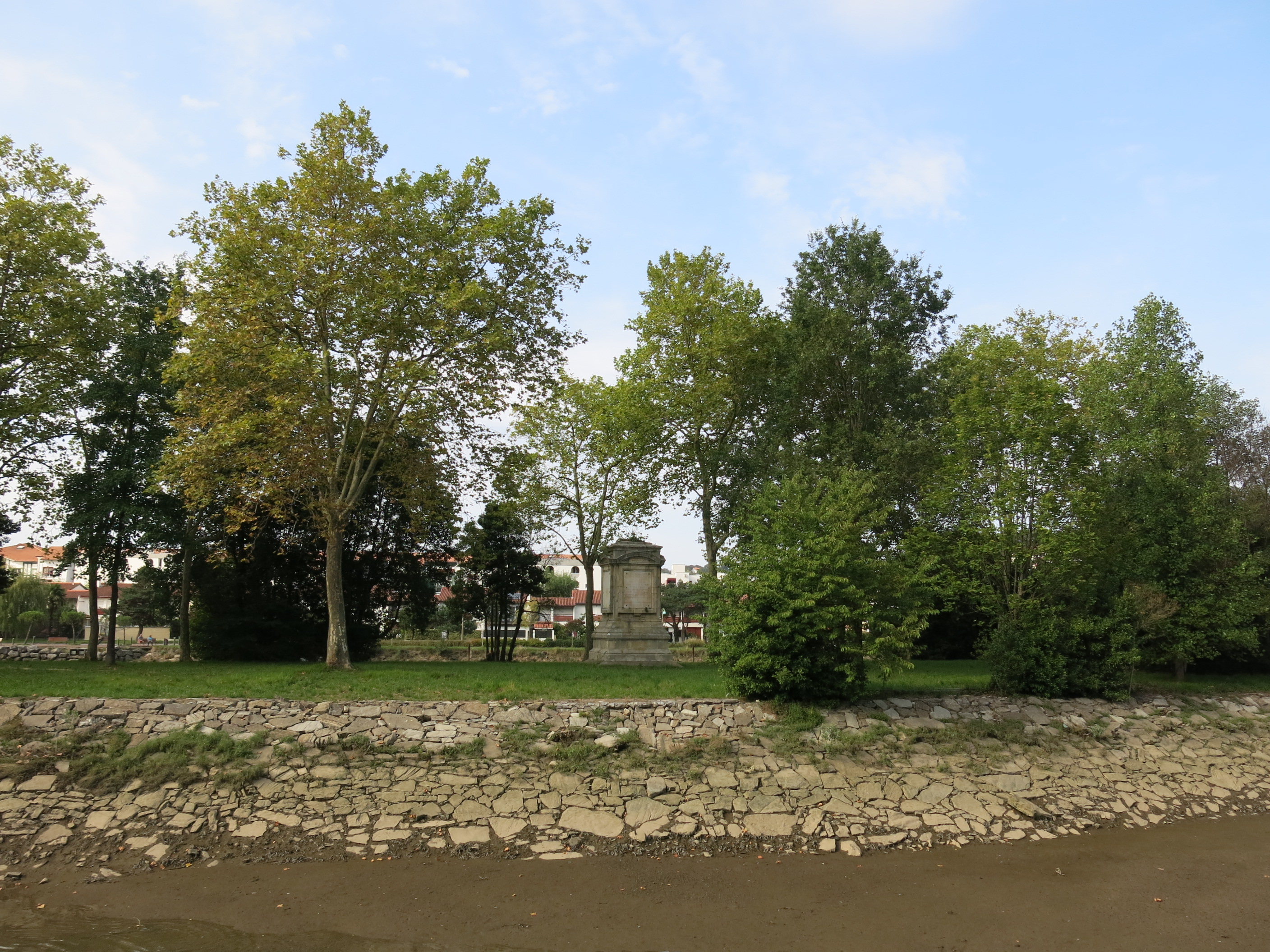
A szerződés emlékoszlopa

A pireneusi békeszerződés volt Jules Mazarin bíboros főminiszter utolsó fontos diplomáciai műve (a királyi esküvőt követő évben, 1661. március 9-én elhunyt). 1660-ban, amikor véget ért az északi háború (1655–60) is, egész Európára békesség köszöntött. A vesztfáliai békeszerződések eredményeire építő pireneusi szerződés nyomán az ifjú XIV. Lajos helyzete stabilizálódott, hatalmi és diplomáciai előnyökhöz jutott:
- A Francia Királyság belpolitikai helyzete megszilárdult. A pártütő II. Louis de Bourbon-Condé hercegnek,  a „Nagy Condé”-nak, a főnemesi lázongás vezérének helyzete meggyengült, a herceg behódolt XIV. Lajosnak, aki ismét kegyébe fogadta.
- A dinasztikus házasság a francia király és a spanyol infánsnő között döntő jelentőségűvé vált a következő évek európai történelmében. A fortélyos Mazarin hihetetlen összegű, 500 000 arany écu összegű menyasszonyi hozományt követelt ki ennek ellenértékeként, hogy Mária Terézia infánsnő francia királynéként a maga és születendő utódai nevében lemond a spanyol koronához fűződő minden jogáról (és ezzel mintegy „megrövidíti” jövendő férjét, XIV. Lajost). Ha IV. Fülöp kifizeti ezt a hatalmas összeget XIV. Lajosnak, az tehermentesítette volna a francia államháztartást. Mazarin azonban úgy számított, hogy ekkora összeget a háborúskodásban kivérzett Spanyolország nem tud előteremteni, és ez Franciaország királyának diplomáciai előnyöket biztosít. Az idő őt igazolta. Mazarin halála (1661) után bekövetkező fejlemények megmutatták, hogy a bíboros jól számított: a hozományt Spanyolország sosem fizette ki. IV. Fülöp halála (1665) után XIV. Lajos „a szerződés megszegésére” hivatkozva érvénytelennek mondta ki Mária Terézia 1660-as lemondását spanyol trónöröklési jogáról, és ezen az alapon 1667-ben megindította a devolúciós háborút Spanyolország németalföldi birtokainak megszerzésére. Négy évtizeddel később, a spanyol Habsburg-ház kihalásakor XIV. Lajos ugyanerre hivatkozva a saját unokájának, Bourbon Fülöpnek, Anjou hercegének nevében bejelentette igényét a spanyol trónra, és a spanyol örökösödési háborúban stratégiai győzelmet aratva ezt az igényt sikeresen érvényesítette is.
- Számos terület került új gazdához. Franciaország megszerezte Artois Grófságot, Roussillon Grófságot, a katalóniai Cerdaña (franciául: Cerdagne) vidékéből kiszakította magának 33 község területét, és megszerzett számos flandriai erődítményt is. A Luxemburgi Hercegséghez került Thionville, Gravelines, Montmédy és Philippeville. A Lotaringiai Hercegséget két részre osztották fel, és francia katonai megszállás alá került. A megszerzett városok és erődök bázisként szolgáltak XIV. Lajos eljövendő hadjárataiban.
- A síkságon futó közös határvonalat határkövek sorával tűzték ki. (Ezt a határt 2 évszázaddal később, a Második Császárság idején közös határbizottság vizsgálta felül, és 1856. december 2-án a bayonne-i szerződésben véglegesítették).

A pireneusi békeszerződés véget vetett Spanyolország egy évszázad óta fennálló európai nagyhatalmi dominanciájának, amelyet az 1559-es cateau-cambrésis-i békeszerződés megkötése óta élvezett. 100 év után Franciaország mértékadó európai nagyhatalommá emelkedett, a Bourbonok a Habsburgok fölébe kerekedtek.
A Fácánok szigetének közepén monolit kőoszlop őrzi az 1659-es békekötés emlékét.